# Districtul Nyíradony
Nyíradony (în maghiară Nyíradonyi járás) este un district în județul Hajdú-Bihar, Ungaria.
Districtul are o suprafață de 510,31 km2 și o populație de 29.846 locuitori (2013).